# Limosa haemastica
Limosa haemastica là một loài chim trong họ Scolopacidae.

## Mô tả
Chim trưởng thành có đôi chân đen dài và mỏ dài màu hồng hơi cong lên, và sẫm màu ở mũi. Các bộ phận trên có đốm nâu và các phần thân dưới có màu hạt dẻ. Đuôi có màu đen, mông màu trắng. 
Ta có thể thấy lông lót cánh màu đen khi bay. Chân và bàn chân là màu xám xanh biển nhạt.

## Môi trường sống
Môi trường sống sinh sản của loài chim này là xa về phía bắc gần rìa cây cối ở tây bắc Canada và Alaska, cũng như trên bờ vịnh Hudson. Chúng làm tổ trên mặt đất, ở một vị trí dễ giấu kín trong khu vực đầm lầy.
Chim mái thường đẻ 4 trứng màu vàng sẫm ô liu có những đốm sẫm màu hơn. Thời gian ấp trứng là 22 ngày. Chim bố và chim mẹ chăm sóc chim non, chim non có thể tìm kiếm thức ăn cho mình và có thể bay trong vòng một tháng sau khi nở.

## Di cư
Chúng di chuyển đến Nam Mỹ. Những con chim loài này tụ tập tại vịnh James trước khi di cư vào mùa thu. Trong thời tiết tốt, nhiều cá thể loài chim này di cư về phía nam mà không dừng lại. Một số trong chúng lang thang đến Úc và Nam Phi.